# Jérôme Giraudo
Jérôme Giraudo (Nizza, 23 agosto 1980) è un pilota motociclistico francese ritiratosi dall'attività agonistica.

## Carriera
Ha iniziato la sua carriera nel motociclismo nelle competizioni di motocross, ottenendo il suo primo risultato di rilievo nel 1998 con la vittoria nel campionato provenzale della categoria.
Dal 2000 è passato invece alle competizioni del supermotard e, dopo il debutto nel mondiale supermoto in sella alla Vertemati a 22 anni, diviene nel 2004 il primo pilota a vincere il titolo nella categoria S2 (450) ed a regalare all'Aprilia la prima vittoria di un Gran Premio ad Arad in Romania nel 2004, anno del debutto iridato della SXV 4.5 nel Supermotard.
Nel 2005 ha una stagione sfortunata che lo fa concludere 7º assoluto (con 7 ritiri su 16 gare disputate). Si rifà nel 2006 concludendo il Mondiale al secondo posto dietro al compagno di squadra Thierry Van Den Bosch.
Nel 2007 conclude ancora settimo non disputando l'ultima prova di campionato per un grave infortunio a un occhio procurato nell'ultima prova del Campionato Tedesco, nel quale era in testa in entrambe le categorie (450 e Open).
Dal 2008 corre il campionato Mondiale e Italiano Supermoto S1 su Honda del Team HM Racing, ma a fine anno si infortuna nuovamente nel GP di Busca. L'anno successivo è riconfermato in squadra, ma la sfortuna lo colpisce nuovamente e a metà stagione è fermato da un infortunio.
Terminata la propria carriera sportiva rimane nel mondo dei motori gestendo un'azienda legata al commercio di auto e moto.

## Altri risultati
- 1998: Campione di Provenza Motocross
- 2000: 16º posto Campionato Francese Supermoto classe 400 (su Yamaha)
- 2001: 11º posto Campionato Francese Supermoto classe 400 (su Yamaha)
- 2001: 41º posto Campionato Europeo Supermoto (su Yamaha)
- 2002: 17º posto Campionato Internazionale d'Italia Supermoto (su Vertemati)
- 2002: 14º posto Campionato Francese Supermoto classe 400 (su Vertemati)
- 2002: 24º posto Campionato Francese Supermoto classe Prestige (su Vertemati)
- 2002: 16º posto Campionato Mondiale Supermoto (su Vertemati)
- 2002: 18º posto Campionato Europeo Supermoto (su Vertemati)
- 2002: 15º posto Guidon D'or di Parigi (su Vertemati)
- 2003: 13º posto Campionato Mondiale Supermoto (su Vertemati)
- 2003: 15º posto Guidon D'or di Parigi (su Vertemati)
- 2004: 23º posto Campionato Italiano Supermoto (1 gara su 6) (su Aprilia)
- 2004: 4º posto Extreme Supermotard di Bologna (su Aprilia)
- 2005: 7º posto Campionato Mondiale Supermoto S2 (su Aprilia)
- 2005: 22º posto Campionato Francese Supermoto classe 450 (su Aprilia)
- 2005: 39º posto Campionato Internazionale d'Italia Supermoto classe Sport (2 gare su 6) (su Aprilia)
- 2005: 2º posto Superbikers di Mettet (su Aprilia)
- 2005: 3º posto Guidon D'or di Parigi (su Aprilia)
- 2006: 2º posto Campionato Mondiale Supermoto S2 (su Aprilia)
- 2006: 3º posto Campionato Internazionale d'Italia Supermoto classe Sport (su Aprilia)
- 2006: 4º posto Extreme Supermotard di Bologna (su Aprilia)
- 2007: 7º posto Campionato Mondiale Supermoto S1 (su Aprilia) - infortunio
- 2007: 22º posto Campionato Internazionale d'Italia Supermoto S1 (1 gara su 6) (su Aprilia)
- 2007: 2º posto Campionato Tedesco Supermoto classe 450 (su Aprilia) - infortunio
- 2007: 3º posto Campionato Tedesco Supermoto classe Open (su Aprilia) - infortunio
- 2008: 11º posto Campionato del Mondo Supermoto S1 (su Honda) - infortunio
- 2008: 7º posto Campionato Internazionale d'Italia Supermoto S1 (su Honda)
- 2009: 15º posto Campionato del Mondo Supermoto S1 (su Honda) - infortunio
- 2009: 11º posto Campionato Internazionale d'Italia Supermoto (su Honda)